# 생테티엔 무기공장제 돌격소총
생테티엔 조병창제 돌격소총(프랑스어: Fusil d'Assault de la Manufacture d'Armes de St-Etienne; FAMAS)은 현재 프랑스 정부 소유 Nexter (전의 GIAT) 그룹 산하, 생테티엔 조병창이 설계하고 제조한 불펍형 돌격소총이다. 프랑스 군대의 제식 소총이다. 빠른 연사속도가 특징이다

## 개발과 생산
최초의 프랑스 불펍 소총은 1946년과 1950년 사이 AME와 MAS에 의해 개발되었고, .30 US Carbine, 7.92x33mm Kurz, 7.65x38mm (Cartoucherie de Valence에 의해 만들어짐)과 다른 구경의 탄약들을 시험중이었다. 프랑스가 그 당시 첫 번째 인도차이나 전쟁에 참여하였고 그리고 역시 NATO에 두 번째로 큰 기여자였기 때문에 무기류의 새로운 형태를 위한 예산이 감소되었고 우선순위는 현존하는 실전 무기들의 현대화와 생산에 주어졌다. 어림잡아 40여가지의 견본들이 1952년과 1962년 사이에 개발되었으나 대부분은 구세대인 7.62x51mm NATO탄 기반으로 개발되었다. 7.62x51mm NATO탄을 사용하는 불펍식 소총은 기대에 미치지 못했고 그 결과물들 중 어떤 것도 채택되지 않았으나 아이디어들은 유보해두었다. MAS는 그러고 나서 1960년대에 H&K G3와 H&K 33을 면허를 받고 제조하기 시작했고 새로운 5.56mm 탄약을 사용하는 무기를 생산하는 연구가 다시 재개되었다.
FAMAS 프로젝트는 폴 텔리 (Paul Tellie)의 지시 아래 1967년 시작되었고 첫 번째 견본이 1971년에 완성되었으며 1972년부터 프랑스 군대의 야전 평가가 시작되었다. 소총의 생산 문제가 주요한 문제로 대두되어 생산이 지연되었고 1976년 콜웨즈이(kolwezi) 공중수송 작전이 있었을 때 프랑스 군은 FAMAS가 완벽한 양산궤도에 오를 때까지 단기간내에 배치할 수 있으며 야전군의 수요를 채워줄 임시적인 소총을 찾기 시작했다. H&K 33 자동소총등이 고려되었고 1200정의 시제품이 보병, 해병대, 기계화, 공중강습부대에 지급되어 테스트를 하였지만 결국 SIG SG540 우위로 옆길로 샜고, 충분한 FAMAS 소총이 생산될때까지 Manhuin사가 생산면허를 취득하여 생산하였다. 1978년 프랑스 군은 최종적으로 프랑스군 표준 돌격 소총으로 FAMAS를 채택했다.
채택 이후에, FAMAS F1은 노후화 된 MAS 49/56 소총과 MAT-49 기관단총을 대체했고 약 40만정의 FAMAS F1 돌격 소총이 생산되었다. F1은 재설계된 손잡이와 확장된 방아쇠울 같은 몇 가지 작은 개량을 거쳐 G1으로 진화했다. 그러나 그것은 개념만이 있었을 뿐 결국 실제로 생산되지는 않았다. FAMAS G2는 1994년부터 생산이 시작되었으며 신뢰성이 강화되고 표준 STANAG NATO 탄창을 채택함으로써 NATO 표준규격을 준수하도록 개량되었으며 G1모델로부터 승계된 몇 가지 개량 뿐만 아니라 확장된 방아쇠울과 개량된 핸드 가드들이 포함되었다. 프랑스 해군은 1995년 FAMAS G2를 구입했고 해군 예하 해병대와 해군 특수부대에 분배하기 시작했다. 그러나 프랑스 군은 G2의 대규모 도입을 연기했고 FAMAS F1은 아직도 프랑스군의 주력 소총으로 남아있다. 적은 양의 FAMAS F1이 세네갈과 아랍에미리트에 수출되었지만 대부분의 수량은 프랑스군의 제식소총으로 생산되었다.

## 디자인
FAMAS는 영국의 SA80과 오스트리아의 슈타이어 AUG와 같은 불펍형이며, 탄약은 방아쇠 뒤에서 장전한다. 총몸 덮개는 특별한 강철 합금으로 구성되었고, 부속품은 유리섬유로 구성되어 있다. 레버 지연 블로우백 (lever-delayed blowback) 기능을 사용하며, LMG AA52에 쓰여진 체계는 제 1차 세계대전과 제 2차 세계대전사이 군대기술부 테스트가 행해졌던 동안 조립된 원형으로부터 비롯된 것이다. 발사 모드는 세 가지 조절점 (안전, 단발 그리고 연발)을 가진 탄창 바로 뒤 조정간으로 조절한다. 단발과 연발 선택은 방아쇠 앞에 있는 조정간으로, 3점사는 탄창 뒤와 덮개 아래에 위치한 또 다른 조정간으로 선택한다.
FAMAS F1과 G1은 5.56 x 45mm NATO 탄창을 가진 프랑스제 25발 들이 탄창을 사용하도록 고안되었다. 이 탄창들은 표준 NATO 무기류와 맞지 않지만, FAMAS G2는 SA80과 M16 같은 다른 NATO 소총에 이용되는 STANAG 탄창을 사용한다. FAMAS G2의 무게는 3.8 kg (8.38 lb)이다. G1과 G2는 크기가 크며, 장갑을 끼고 있을 때 방아쇠를 쉽게 조작하기 위해 슈타이어 AUG 같은 그립 렝스 트리거가드 (grip-length triggerguard)방식을 가지고 있다.
FAMAS의 F1과 G2 모델은 상부 총열덮개에 양각대가 부착되어 있다. 이는 빠른 연사속도를 제어하기 위한 것으로 생각된다.

## 실전 사용
FAMAS는 첫 번째 만타 작전 동안 차드에서 실전사용이 목격되었고, 사막의 폭풍우 작전 동안 쿠웨이트에서의 사막작전과 다른 평화유지 임무에 등장했다. 전투 상황 아래 작전상의 조건에서 신뢰할 수 있고 믿을 수 있는 무기로 입증되었다. FAMAS는 70년대후반 - 80년대 초반에 프랑스 군대 사이에서 특유의 모양 때문에 나팔(clairon, 클레롱)으로 알려졌지만, 이 습관은 더 이상 현존하지 않는다. FAMAS G2의 개량 버전이 Félin 시스템과 결합되었다.
세네갈과 아랍에미리트연방은 프랑스로부터 (아마도 F1) 소수의 FAMAS 소총을 받았었고, 두 나라가 FAMAS를 받았음에도 잘 알려지지 않았었다. 지부티(Djibouti)는 표준 보병 무기로서 군대에서 이 무기를 사용한다. 필리핀도 역시 제한된 수를 받았었고 필리핀 국립 경찰 특수 활동 부대가 사용 중이다.

## 사용 국가
- 프랑스: 프랑스 육군이 제식화해서 사용 중이다.
- 필리핀:국립 경찰 특수 활동 부대가 사용 중이다.
- 아랍에미리트:소수를 받아서 군에서 일부 사용 중이다.
- 세네갈:일부 군에서 사용 중이다.
- 코트디부아르:군 일부가 사용 중이다.
- 가봉:군에서 일부 사용 중이다.
- 토고:군이 일부 도입하여 사용 중에 있다.
- 지부티:군에서 사용중이다

## 대중 문화
- 게임 오퍼레이션7에서 등장하는데, 신명난 반동과 연사력으로 초보자들은 사용을 하기 힘들 정도이나, 고수급 유저들은 코만도로 개조하여 사용하고, 괴수급 유저들은 올정(All 정확도)로 개조를 하여 사용한다.
- 게임 스페셜솔져에서 등장한다. 총알 개수는 많지만, 정확도가 떨어지게 나온다.
- 게임 로블록스의 팬텀포스라는 슈팅게임에 등장한다. 높은 연사력과 적은 반동을 자랑한다.
- 배틀그라운드 모바일에서 1월 업데이트 이후 리빅 전용 무기가 되었다. 장탄수는 25발에서 최대 35발까지 가능하나 반동이 심해 정확성이 떨어진다.

## 같이 보기
- 불펍
- FR F2
- 슈타이어 AUG
- SA80
- HS Produkt VHS